# Maria Celeste Nardini
Maria Celeste Nardini (Bari, 28 settembre 1942 – Bari, 2 settembre 2020) è stata una politica italiana.

## Biografia
Già impegnata in politica con il PCI, venne eletta per la prima volta alla Camera dei deputati nel 1994 per Rifondazione Comunista, riuscì a confermare il seggio alle successive Elezioni politiche del 1996.
Ricandidata alla Camera nel 2001, risultò la prima dei non eletti alle spalle di Nichi Vendola, del quale prenderà poi il posto a Montecitorio nel 2005 una volta che questi fu eletto Presidente della Regione Puglia.  
Nel 2006 fu candidata ed eletta Senatrice per il PRC in Puglia, in tale legislatura fu Segretario della 9ª Commissione permanente (Agricoltura e produzione agroalimentare) e Membro della Commissione parlamentare per le questioni regionali. Concluse il mandato parlamentare nel 2008. Dal 2009 aderì a SEL.
È morta nel 2020 a 77 anni dopo una lunga malattia. Nel 2023 in sua memoria è stato intitolato un giardino nella città di Bari.